# Sphaerostephanos angustifolius
Sphaerostephanos angustifolius är en kärrbräkenväxtart som först beskrevs av Presl, och fick sitt nu gällande namn av Holtt. Sphaerostephanos angustifolius ingår i släktet Sphaerostephanos och familjen Thelypteridaceae. Inga underarter finns listade.